# 伊維涅馬
22°18′18″S 53°48′54″W / 22.30500°S 53.81500°W
伊維涅馬（葡萄牙語：Ivinhema），是巴西的城鎮，位於該國西部，由南馬托格羅索州負責管轄，始建於1963年11月11日，面積2,010平方公里，海拔高度362米，2013年人口32,832，人口密度每平方公里11.14人。